# Кончевский, Владимир Карлович
Владимир Карлович Кончевский (1866—1914) — русский офицер, полковник. Участник похода в Китай 1900—1901 годов, русско-японской и первой мировой войн.

## Биография
Окончил Елисаветградскую военную прогимназию, Одесское пехотное юнкерское училище и НАГШ (2-й разряд).
В службу вступил 14 августа 1883 года. Выпущен в 58-й пехотный Прагский полк. Подпоручик (ст. 01.09.1885). Поручик (ст. 01.09.1889). Штабс-капитан (ст. 15.03.1895). Капитан (ст. 06.05.1900).
Участник кампании в Китае 1900—1901 годов. Подполковник (ст. 06.05.1903).
Участник русско-японской войны 1904—1905 годов. Командир роты. Командовал батальоном 72-го пехотного Тульского полка. Полковник (ст. 02.05.1910). С 22.10.1913 командир 47-го пехотного Украинского полка.
Участник Первой мировой войны.
Погиб в бою. 29.11.1914 исключен из списков убитым.

## Награды
- орден Св. Станислава 2-й степени с мечами (1902);
- орден Св. Анны 2-й степени (1905);
- орден Св. Владимира 4-й степени с бантом (1913);
- орден Св. Владимира 3-й степени с мечами (ВП 05.12.1914);
- орден Св. Георгия 4-й степени (ВП 13.01.1915).